# Phyllodoce longicirris
Phyllodoce longicirris är en ringmaskart som beskrevs av Grube 1857. Phyllodoce longicirris ingår i släktet Phyllodoce och familjen Phyllodocidae. Inga underarter finns listade i Catalogue of Life.